# Bruce Barry
Bruce Barry (Gympie, 24 ottobre 1934 – Sydney, 20 aprile 2017) è stato un attore e cantante australiano, noto soprattutto come interprete teatrale.

## Biografia
Dopo essere entrato nel mondo dello spettacolo come annunciatore radiofonico, Bruce Barry si unì alla compagnia teatrale dei Young Elizabethans, con cui fece il suo debutto teatrale interpretando Enrico V nell'omonimo dramma shakespeariano. Da allora gran parte della sua carriera si svolse sulle scene, dove Barry si affermò come interprete di musical grazie ai suoi ruoli principali nelle prime australiane di Funny Girl, A Little Night Music, Annie Get Your Gun ed Hello, Dolly!. Agli inizi degli anni ottanta Barry si trasferì a Londra, dove trascorse tre anni recitando sulle scene del West End in musical e operette come H.M.S. Pinafore ed Oklahoma!, prima di unirsi alla tournée britannica di Evita.

## Vita privata
Barry è stato sposato due volte ed entrambi i matrimoni terminarono con il divorzio. Ebbe due figli.

## Filmografia parziale
- I fratelli Kelly (Ned Kelly), regia di Tony Richardson (1970)
- ABBA spettacolo (ABBA: The Movie), regia di Lasse Hallström (1977)
- Patrick, regia di Richard Franklin (1978)